# فولفغانغ مولر (فنان)
فولفغانغ مولر (بالألمانية: Wolfgang Müller)‏ هو فنان ألماني، ولد في 24 أكتوبر 1957 في فولفسبورغ في ألمانيا.

## وصلات خارجية
- فولفغانغ مولر على موقع IMDb (الإنجليزية)
- فولفغانغ مولر على موقع ميوزك برينز (الإنجليزية)
- فولفغانغ مولر على موقع ديسكوغز (الإنجليزية)
- فولفغانغ مولر على موقع قاعدة بيانات الفيلم (الإنجليزية)
- فولفغانغ مولر على موقع كينوبويسك (الروسية)